# Sean Walker
Sean Walker (né le 13 novembre 1994 à Keswick dans la province de l'Ontario au Canada) est un joueur professionnel canadien de hockey sur glace. Il évolue au poste de défenseur.

## Biographie
Walker signe un contrat d'entrée de deux ans avec les Kings de Los Angeles le 3 juillet 2018 après avoir joué une saison dans la LAH pour le Reign d'Ontario. Il joue son premier match dans la LNH contre les Stars de Dallas le 23 octobre 2018 et récolte son premier point, une assistance, le même soir. Il compte son premier but le 31 décembre contre l'Avalanche du Colorado. Le 11 septembre 2020, il signe une prolongation de contrat de quatre ans avec les Kings, d'une valeur de 10,6 millions $.
Le 6 juin 2023, les Kings l'échangent aux Flyers de Philadelphie dans un échange à trois équipes impliquant aussi les Blue Jackets de Columbus.
À l'approche de la date limite des transactions, le 6 mars 2024, les Flyers échangent le défenseur à l'Avalanche du Colorado en compagnie d'un choix de 5e tour au repêchage de 2026. En retour, l'Avalanche cède l'attaquant Ryan Johansen ainsi qu'un choix de 1er tour en 2025.

## Statistiques

### En club
| Saison     | Équipe                   | Ligue      |     | Saison régulière | Saison régulière | Saison régulière | Saison régulière | Saison régulière |   | Séries éliminatoires | Séries éliminatoires | Séries éliminatoires | Séries éliminatoires | Séries éliminatoires |
| Saison     | Équipe                   | Ligue      | PJ  | B                | A                | Pts              | Pun              | PJ               | B | A                    | Pts                  | Pun                  |                      |                      |
| 2011-2012  | Hurricanes de Newmarket  | OJHL       | 5   | 0                | 3                | 3                | 2                | -                | - | -                    | -                    | -                    |                      |                      |
| 2012-2013  | Hurricanes de Newmarket  | OJHL       | 53  | 4                | 20               | 24               | 61               | 24               | 0 | 4                    | 4                    | 42                   |                      |                      |
| 2013-2014  | Université Bowling Green | WCHA       | 38  | 2                | 11               | 13               | 75               | -                | - | -                    | -                    | -                    |                      |                      |
| 2014-2015  | Université Bowling Green | WCHA       | 39  | 5                | 15               | 20               | 85               | -                | - | -                    | -                    | -                    |                      |                      |
| 2015-2016  | Université Bowling Green | WCHA       | 42  | 5                | 18               | 23               | 48               | -                | - | -                    | -                    | -                    |                      |                      |
| 2016-2017  | Université Bowling Green | WCHA       | 41  | 10               | 14               | 24               | 42               | -                | - | -                    | -                    | -                    |                      |                      |
| 2017-2018  | Reign d'Ontario          | LAH        | 64  | 7                | 21               | 28               | 59               | 4                | 1 | 1                    | 2                    | 0                    |                      |                      |
| 2018-2019  | Reign d'Ontario          | LAH        | 22  | 6                | 11               | 17               | 18               | -                | - | -                    | -                    | -                    |                      |                      |
| 2018-2019  | Kings de Los Angeles     | LNH        | 39  | 3                | 7                | 10               | 8                | -                | - | -                    | -                    | -                    |                      |                      |
| 2019-2020  | Kings de Los Angeles     | LNH        | 70  | 5                | 19               | 24               | 26               | -                | - | -                    | -                    | -                    |                      |                      |
| 2020-2021  | Kings de Los Angeles     | LNH        | 47  | 5                | 13               | 18               | 18               | -                | - | -                    | -                    | -                    |                      |                      |
| 2021-2022  | Kings de Los Angeles     | LNH        | 6   | 0                | 2                | 2                | 4                | -                | - | -                    | -                    | -                    |                      |                      |
| 2022-2023  | Kings de Los Angeles     | LNH        | 70  | 3                | 10               | 13               | 36               | 2                | 0 | 0                    | 0                    | 0                    |                      |                      |
| 2023-2024  | Flyers de Philadelphie   | LNH        | 63  | 6                | 16               | 22               | 34               | -                | - | -                    | -                    | -                    |                      |                      |
| 2023-2024  | Avalanche du Colorado    | LNH        | 18  | 4                | 3                | 7                | 16               | 11               | 0 | 0                    | 0                    | 6                    |                      |                      |
| Totaux LNH | Totaux LNH               | Totaux LNH | 313 | 26               | 70               | 96               | 142              | 13               | 0 | 0                    | 0                    | 6                    |                      |                      |

### En équipe nationale
| Année | Équipe | Compétition          |    | PJ | B | A | Pts | Pun           |  | Résultat |
| 2021  | Canada | Championnat du monde | 10 | 0  | 2 | 2 | 12  | Médaille d'or |  |          |

## Trophées et honneurs personnels

### Ligue américaine de hockey
- 2018-2019 : participe au Match des étoiles de la LAH[9]